# PowerBook 5300c
Il PowerBook 5300c è stato uno dei primi portatili Apple a disporre di uno schermo LCD a matrice attiva (dopo il PowerBook Duo 270c).